# AHT Cooling Systems
Die AHT Cooling Systems GmbH ist ein österreichisches Industrieunternehmen mit Hauptsitz in Rottenmann, Steiermark. Hauptgeschäftsfeld sind die Produktion von Kühl- und Tiefkühltruhen für den Lebensmitteleinzelhandel, Eiscremetruhen und Getränkekühler. Bei steckerfertigen Kühl- und Tiefkühlgeräten ist das Unternehmen Weltmarktführer.

## Hintergrund
Im Jahr 1983 wurde die AHT gegründet. Der Unternehmensname steht ursprünglich für Austria Haustechnik. Im April desselben Jahres wurde das Unternehmen als Nachfolgefirma der „Bauknecht Austria Ges. m. b. H“ beim Handelsgericht Leoben eingetragen. Bereits im Jahr der Gründung wurden die ersten Investitionen in den bestehenden Maschinenpark des Unternehmens getätigt. Mit der Übernahme von Bauknecht wurde auch das Produktportfolio übernommen, jedoch im Lauf der kommenden Jahre erweitert bzw. auf die Produktion von gewerblichen Kühl- und Tiefkühltruhen für den Lebensmitteleinzelhandel umgestellt.
Mitte der 1980er Jahre beginnt das Unternehmen mit der Entwicklung von Kühl- und Tiefkühltruhen mit Glasdeckeln, die damals noch nicht Standard waren. Trotz anfänglicher Skepsis bei den Kunden wurde diese Art der Kühl- und Tiefkühltruhen zu einem bis heute gängigen Erfolgsmodell.
Im Jahr 1988 trat Almut Graefe in die Geschäftsführung der AHT ein, die in den kommenden Jahren das Unternehmen maßgeblich prägen und ausbauen sollte. Anfang der 90er-Jahre war AHT weltweit der einzige Anbieter von „steckerfertigen Gewerbekältegeräten“. Ebenfalls in den 1990er Jahren kam es zur Entwicklung der ersten Hackfleischtruhe. Denn bis dahin war es aufgrund der strengen Fleisch-Hygieneverordnung nicht möglich, Hackfleisch im Supermarkt anzubieten. In aufwendiger Entwicklungsarbeit löste AHT das Problem der Kühlung und somit konnte den Kunden diese neue Truhe nach eingehender Prüfung der Behörden angeboten werden. Dies war ein weiterer wichtiger Schritt für die Entwicklung zukünftiger AHT Produkte.
1998 ging AHT an die Börse. Ab dem Jahr 2000 leitete der Däne Hans Aage Jörgensen sehr erfolgreich die Geschicke des Unternehmens. In seine Ägide fällt auch die Einführung der ersten FCKW-freien Geräte. Von nun an kam das umweltfreundlichere Kältemittel R290 (Propan) zum Einsatz. Bis heute wird dieses in allen AHT-Geräten eingesetzt.
2003 wurde das Unternehmen vom Private-Equity-Investor Quadriga Capital übernommen und von der Börse genommen. In den folgenden Jahren kam es immer wieder zu Besitzerwechseln. Quadriga Capital übergab AHT an den Investor Equita, bevor sie das Unternehmen 2006 wieder übernahmen. In den folgenden Jahren expandierte AHT global und gründete weiter Produktionsstandorte. 2008 wurde ein Standort in China eröffnet. 2014 folgte Brasilien und 2017 die USA. AHT verfügt somit neben dem Hauptwerk im steirischen Rottenmann über drei weitere Werke, an denen Kühl- und Tiefkühlgeräte produziert werden. 2016 übernahm Thomas Babacan als CEO die Leitung der AHT von Hans Aage Jörgensen. Dieser wechselte in den Aufsichtsrat.
Im Jahr 2018 wurde bekannt, dass die Eigentümer über eine Übernahme von AHT durch die DAIKIN Europe, ein Tochterunternehmen des japanischen Klimatechnik-Konzerns DAIKIN Industries, verhandeln. Nachdem die EU-Wettbewerbshüter 2019 die Übernahme durch DAIKIN genehmigt hatten, kam es zu einem Führungswechsel im Unternehmen. Der Österreicher Martin Krutz übernahm im März 2019 als CEO die Führung bei AHT. Krutz war davor 28 Jahre in verschiedenen Führungspositionen bei DAIKIN tätig. AHT Cooling Systems ist mittlerweile in 115 Ländern tätig und verfügt über einen weltweiten Marktanteil von ca. 33 % im steckerfertigen Segment.

## Produkte
Zu den Hauptkunden der AHT zählen neben internationalen Supermärkten, Discounter und Lebensmittelhändler. Des Weiteren bietet das Unternehmen auch die passenden Truhen für Eiscreme- und Getränkehersteller, Conveniencestores und Tankstellen an. AHT ist Vorreiter im Bereich „grüner“ Kältemittel. Bereits seit Jahren setzt das Unternehmen auf Propan R290 als Kältemittel. R290 hat das geringste GWP (Global Warming Potential) aller Kältemittel. Auch hat R290 den geringsten CO2 Ausstoß: 0,07 auf 20 Jahre GWP (0,02 auf 100 Jahre GWP) (GWP steht für das Erderwärmungs- bzw. Treibhauspotenzial einer Substanz). Der GWP-Wert eines Kältemittels definiert dessen relatives Treibhauspotenzial in Bezug auf CO2 (auch als CO2-Äquivalent bezeichnet).